# Provincie Hidaka
Provincie Hidaka (japonsky: 日高国; Hidaka no kuni) byla japonská provincie ležící na ostrově Hokkaidó, která existovala jen krátkou dobu. Její území odpovídalo dnešní podprefektuře Hidaka.
Provincie vznikla 15. srpna 1869 a skládala se ze sedmi okresů. Při sčítaní lidu v roce 1872 činila populace provincie 6 574 lidí. V roce 1882 byly provincie na Hokkaidó zrušeny.

## Okresy
- Saru (沙流郡)
- Niikappu (新冠郡)
- Šizunai (静内郡)
- Micuiši (三石郡)
- Urakawa (浦河郡)
- Samani (様似郡)
- Horoizumi (幌泉郡)